# Pedicularis dasystachys
Pedicularis dasystachys là loài thực vật có hoa thuộc họ Cỏ chổi. Loài này được Schrenk mô tả khoa học đầu tiên năm 1844.